# Congrega di Gesù Pellegrino

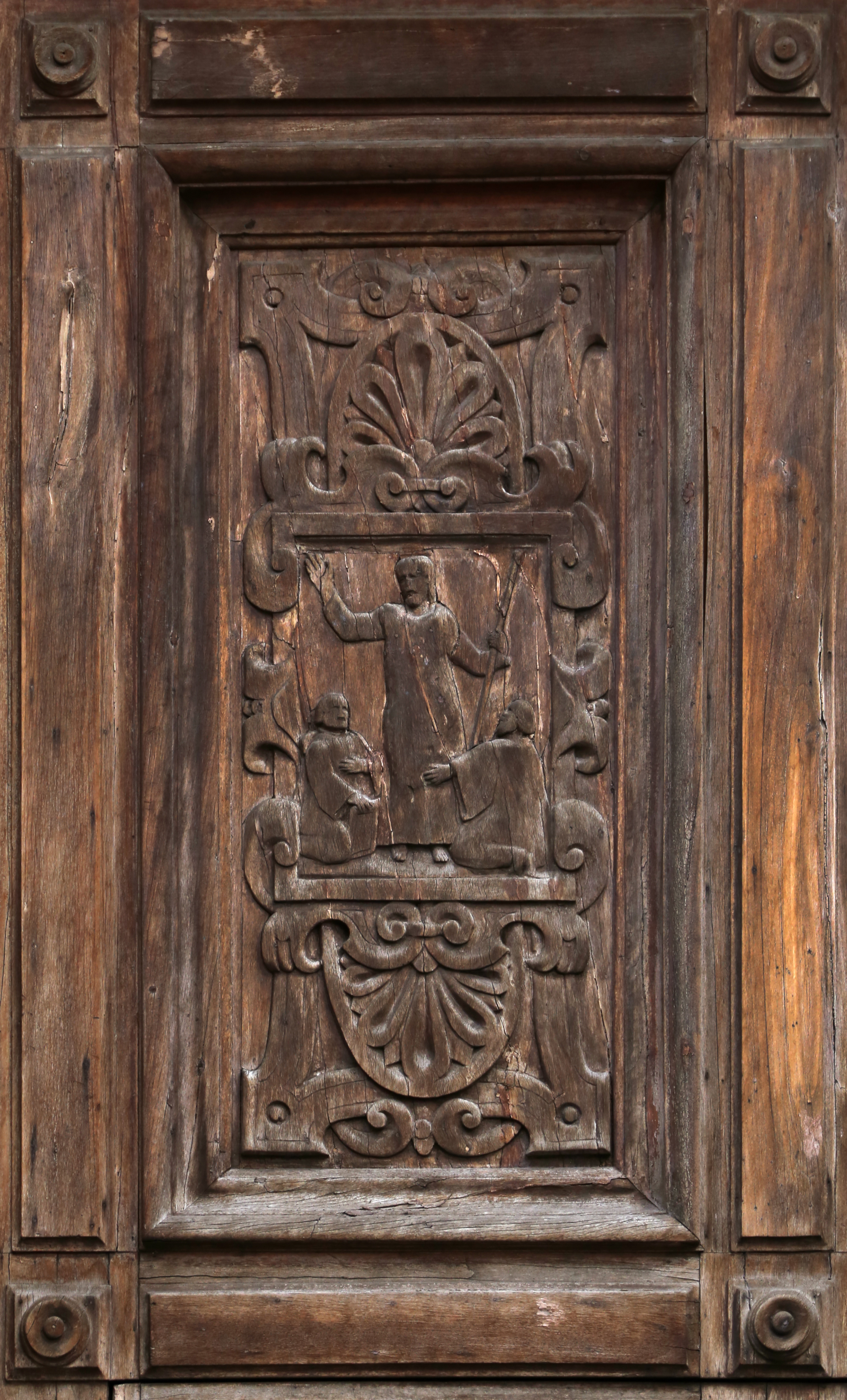
Il sogno di Gesù pellegrino raffigurato sul portale dell'oratorio dei Pretoni

La Congrega di Gesù Pellegrino era un'antica confraternita clericale di Firenze. Ebbe sede nell'oratorio di Gesù Pellegrino, tuttora esistente.
Si trattava della più importante congregazione fiorentina, per questo la Congrega Maggiore, o, per esteso, Congrega dei Sacerdoti del Santo Salvatore o della Casa di Dio e del Santo Salvatore; popolarmente era invece chiamata dei "Pretoni". 
Aveva come obiettivo l'assistenza ai sacerdoti della Diocesi di Firenze impoveriti, o infermi per malattia o anzianità; accoglieva inoltre i sacerdoti di passaggio per Firenze lungo le vie di pellegrinaggio.

## Storia
Un manoscritto del 1475 ricorda la fondazione della congrega nel 1131, in seguito a un episodio miracoloso: un certo prete Amadio della Val di Pesa, trovandosi a Firenze a sbrigare alcune faccende, prese alloggio in una locanda presso San Pier Scheraggio, si trovò circondato da donne di malaffare, preferendo quindi trascorrere la notte all'addiaccio, dove gli venne in sogno Gesù che, vestito da pellegrino, lo esortò a raccontare queste sue difficoltà al clero fiorentino. Recatosi all'indomani alla chiesa di Santa Cecilia, si lamentò della mancanza di un luogo in città in cui i preti "peregrini" potessero passare notti tranquille, venendo poi indirizzato all'abate della Badia Fiorentina Azzone. Quest'ultimo parlò poi della sua istanza al vescovo Gottifredo degli Alberti, che la ritenne fondata e presto riunì alla Badia un gran numero di preti e rettori di chiese cittadine, predisponendo che sei di loro, residenti nelle parrocchie più vicine alle porte cittadine, predisponessero nei locali adiacenti alle proprie chiese alcuni alloggi per offrire adeguata ospitalità ai preti pellegrini. 

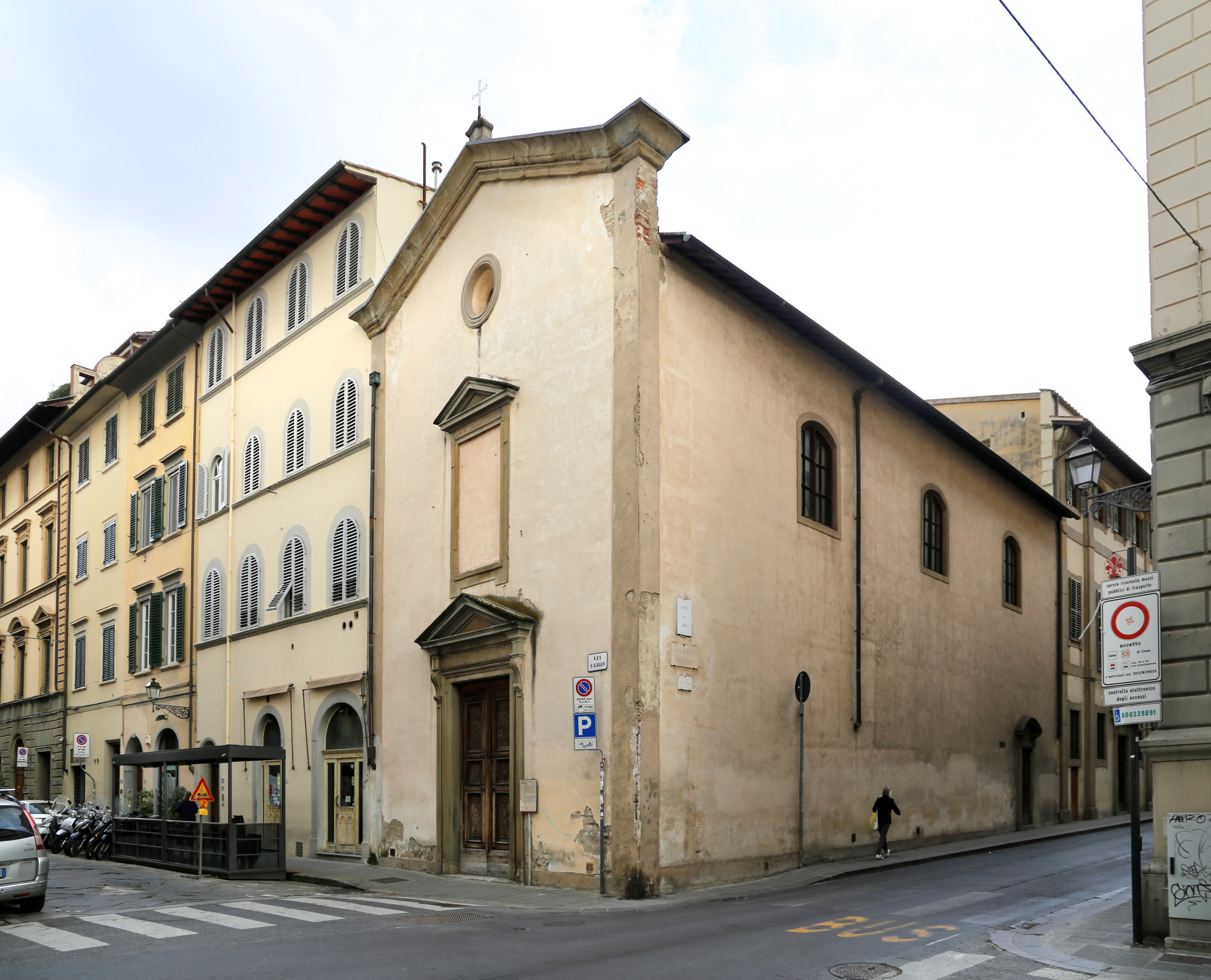
L'oratorio di Gesù Pellegrino

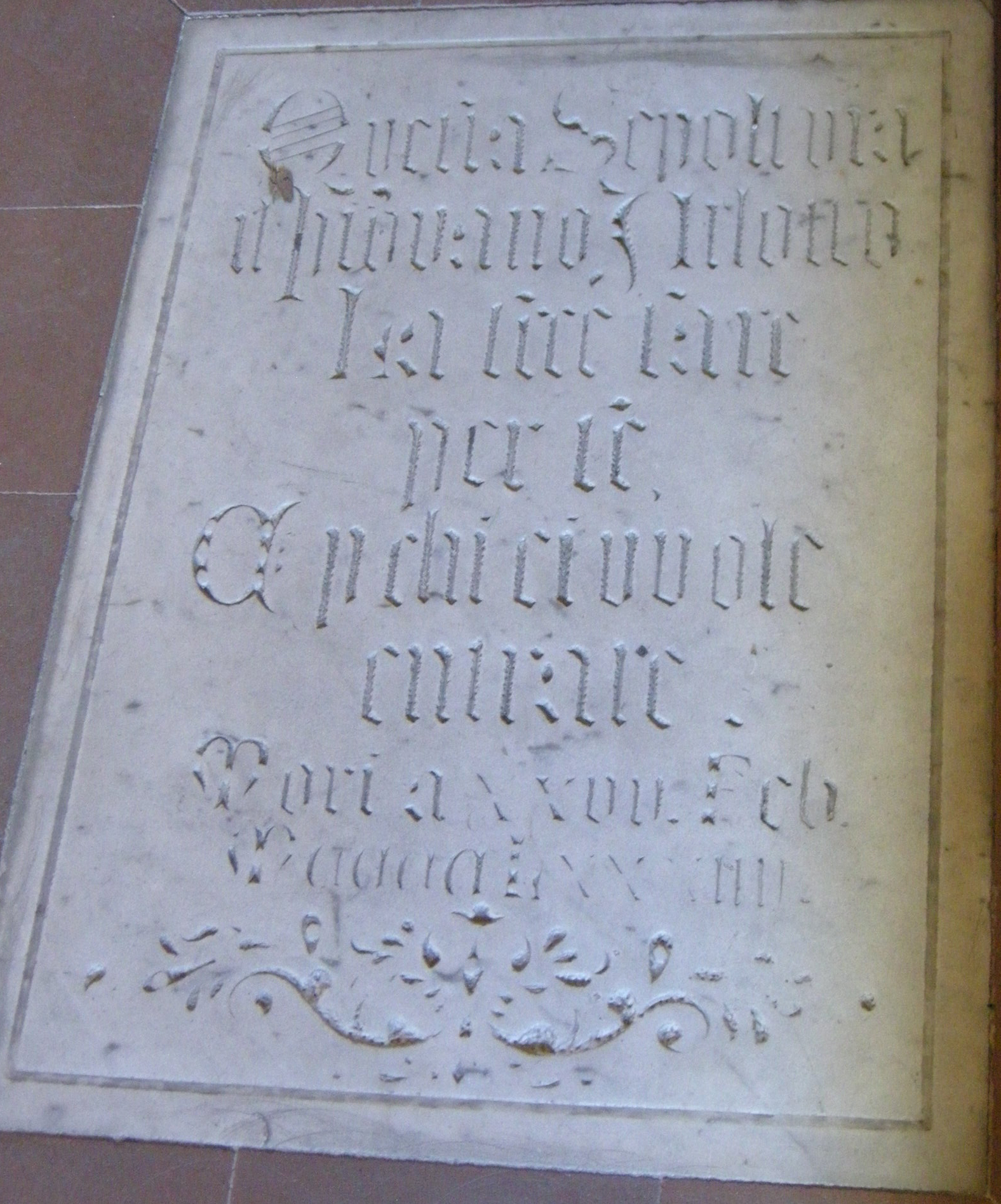
La sepoltura del Pievano Arlotto (copia moderna della lastra originale perduta)

I primi sei "Rectores", detti "preti portarii" ("delle porte", con riferimento alla cinta muraria antica) furono i rettori di San Ruffillo per la Porta del Duomo, di San Pier Celoro per la Porta di San Pier Maggiore, di San Fiorenzo per la Porta di San Pier Scheraggio, di San Pier Buonconsiglio per la Porta di San Pancrazio, di Santa Lucia al Prato per la Porta di Ognissanti e di Santa Lucia de' Magnoli per la Porta del Borgo. 
Oltre a questa struttura assistenziale, il vescovo Gottifredo predispose anche delle riunioni bisettimanali in cui il clero cittadino si riunisse, ora in una chiesa ora in un'altra, per celebrare una messa per la remissione dei peccati (al giovedì) e per l'onore della Santa Croce (al sabato), durante le quali venissero raccolte delle elemosine per i carcerati, per la dote delle povere fanciulle nubili,per gli infermi e per i bisognosi in generale. A queste offerte si aggiunsero presto quelle del popolo, raccolte nelle rispettive parrocchie, e lasciti testamentari di beni e immobili che presto accrebbero le disponibilità della congregazione. 
Nel 1311 avvenne un altro sogno miracoloso, che coinvolse contemporaneamente il vescovo Antonio d'Orso e alcuni sacerdoti fiorentini, in cui Gesù vestito da pellegrino li esortava a fondare uno "spedale" chiamato "Domus Dei" (Casa di Dio), dove venissero accolti tutti quei sacerdoti, del contado o stranieri, che per necessità dovessero sostare a Firenze. Nacque, nel 1313, così l'oratorio dei Pretoni con annesso ospedaletto in via San Gallo, sotto la responsabilità diretta del priore di San Lorenzo, del rettore della chiesa dei Santi Apostoli, di quello di Santa Cecilia e del sacerdote dell'oratorio di Sant'Andrea a Ripa. Nell'ospedale vennero ricoverati anche i sacerdoti fiorentini ammalati o troppo anziani. In seguito si aggiunse anche una sezione separata per le "povere donne", retto da una "spedalinga", che doveva essere la moglie dello "spedalingo" della struttura maschile. 
Nel 1481 papa Sisto IV fissò il numero di membri della congrega a sessanta sacerdoti. 

Nell'oratorio della congrega venne sepolto nel 1483 il celebre pievano Arlotto, che dettò uno scherzoso epitaffio, spesso ricordato tra le curiosità fiorentine: 
Come moltissime istituzioni religiose toscane, la congrega fu soppressa da Pietro Leopoldo il 21 marzo del 1785.

## Stemma

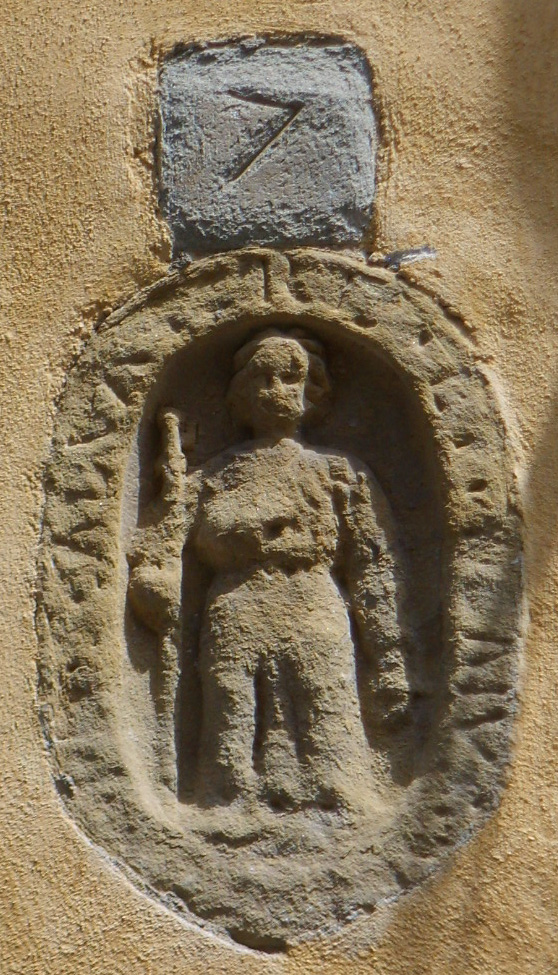
Un pietrino di Gesù Pellegrino, in una vicina casa di via San Gallo appartenuta all'ospizio dei Pretoni

Lo stemma della congrega era d'argento al Salvatore in abito da pellegrino portante nella destra il bastone. 
Lo stemma veniva appoosto come pietrino sugli edifici posseduti dalla congrega, che erano messi a profitto affittandoli. In tal caso l'emblema di Cristo pellegrino, entro un ovale, era circondato dalla scritta "Con. Praesb. S. Savatoris et Domus Dei" (Congrega dei Sacerdoti del Santo Salvatore e della Casa di Dio). Tutt'oggi ne sopravvivono circa una dozzina sparsi in tutta la città ma, a giudicare dai numeri d'inventario in essi riportato, dovevano essere più di quaranta.